# Mauvaises herbes
Mauvaises herbes, literalment Males herbes, és una pel·lícula francesa de comèdia dramàtica del 2018 escrita i dirigida per Kheiron, qui també fa el paper principal, amb Catherine Deneuve i André Dussollier.
La pel·lícula se centra en el Waël, un estafador a qui li canvia la vida quan es veu obligat a treballar com tutor d'un grup d'adolescents que s'enfronten a l'expulsió de l'escola.

## Repartiment
- Kheiron: Waël
- Catherine Deneuve: Monique
- André Dussollier: Victor
- Louison Blivet: Shana
- Adil Dehbi: Fabrice
- Hakou Benosmane: Karim
- Youssouf Wague: Ludo
- Ouassima Zrouki: Nadia
- Joseph Jovanovic: Jimmy
- Alban Lenoir: Franck